# ليندا سيمبرانت
ليندا سيمبرانت (بالسويدية: Linda Sembrant) (15 مايو 1987 بأوبسالا في السويد - ) هي لاعبة كرة قدم سويدية في مركز الدفاع، شاركت في الألعاب الأولمبية الصيفية 2012 والألعاب الأولمبية الصيفية 2016. وشاركت مع منتخب السويد لكرة القدم للسيدات ومنتخب السويد تحت 23 سنة للسيدات لكرة القدم ‏. أما مع النوادي، فقد لعبت مع أيك سولنا ونادي مونبلييه ونادي هكن للسيدات وTyresö FF ‏ وAIK Fotboll (women) ‏ وMontpellier HSC (women) ‏ وNotts County Ladies F.C. ‏ وBälinge IF ‏.

## وصلات خارجية
ليندا سيمبرانت على موقع الاتحاد الدولي (مؤرشف)  (الإنجليزية)
- ليندا سيمبرانت على موقع الاتحاد الأوربي (الإنجليزية)
- ليندا سيمبرانت على موقع اتحاد السويد (السويدية)
- ليندا سيمبرانت على موقع قاعدة بيانات كرة القدم.إي يو (الإنجليزية)
- ليندا سيمبرانت على موقع Soccerway.com (الإنجليزية)
- ليندا سيمبرانت على موقع عالم كرة القدم.نت (الإنجليزية)
- ليندا سيمبرانت على موقع اللجنة الأولمبية الدولية (الإنجليزية)
- ليندا سيمبرانت على موقع أوليمبيديا (الإنجليزية)
- ليندا سيمبرانت على موقع اللجنة الأولمبية السويدية (السويدية)